# Freycinetia caudata
Freycinetia caudata là một loài thực vật có hoa trong họ Dứa dại. Loài này được Hemsl. miêu tả khoa học đầu tiên năm 1896.